# De la Vallière (division sénatoriale canadienne)
Ne doit pas être confondu avec De la Vallière (conseil législatif).
Division du Sénat du Canada
De la Vallière est une division sénatoriale du Canada.

## Description
Son territoire correspond approximativement à la rive-sud de Trois-Rivières et du lac Saint-Pierre, en incluant Drummondville.

## Liste des sénateurs
| Mandat | Mandat                                                           | Sénateur                   | Parti        | Nommé par           |
| ------ | ---------------------------------------------------------------- | -------------------------- | ------------ | ------------------- |
|        | 23 octobre 1867 - 9 novembre 1874                                | Charles-Christophe Malhiot | Libéral      | Proclamation royale |
|        | 9 février 1875 - 22 décembre 1891                                | Anselme Homère Pâquet      | Libéral      | Mackenzie           |
|        | 16 décembre 1892 - 10 juin 1896                                  | Auguste-Réal Angers        | Conservateur | Thompson            |
|        | 22 août 1896 - 15 août 1926                                      | Alfred Thibaudeau          | Libéral      | Laurier             |
|        | 20 décembre 1926 - 5 juin 1963                                   | Donat Raymond              | Libéral      | King                |
|        | 6 juillet 1963 - 14 août 1974                                    | Romuald Bourque            | Libéral      | Pearson             |
|        | 9 décembre 1976 - 15 décembre 1983                               | Jean Marchand              | Libéral      | P. E. Trudeau       |
|        | 29 juin 1984 - 2 août 2013                                       | Pierre de Bané             | Libéral      | P. E. Trudeau       |
|        | 25 novembre 2016 - 7 octobre 2026 (date de retraite obligatoire) | Raymonde Saint-Germain     | GSI          | J. Trudeau          |